# Olea europaea subsp. europaea var. sylvestris
Oléastre
Variété
Classification APG II (2003)
Olea europea subsp. europaea var. sylvestris, oléastre ou olivier sauvage (en occitan « ulivastre »), est la variété botanique sauvage à l'origine de l'olivier cultivé. Plus précisément, il s'agit d'une des deux variétés de la sous-espèce europaea de l'espèce Olea europaea, l'autre étant la variété cultivée.
Il s'agit d'un arbre thermophile qui résiste bien à la sécheresse et qui serait originaire d'Afrique du Nord. Présent sur l'ensemble du pourtour méditerranéen, il est considéré comme une ressource génétique importante pour la culture de l'olivier. Ses populations diffèrent génétiquement à l'ouest et à l'est du bassin méditerranéen.
D'un point de vue botanique, le terme « oléastre » désigne uniquement l'olivier non cultivé avec un aspect buissonnant et de petits fruits. Du point de vue agricole, ce terme désigne également les oliviers de culture ensauvagés dont l'apparence s'éloigne des variétés agricoles productives : feuilles petites et arrondies, rameaux raides, courts et épineux, aspect buissonnant.

## Définitions botaniques et agricoles

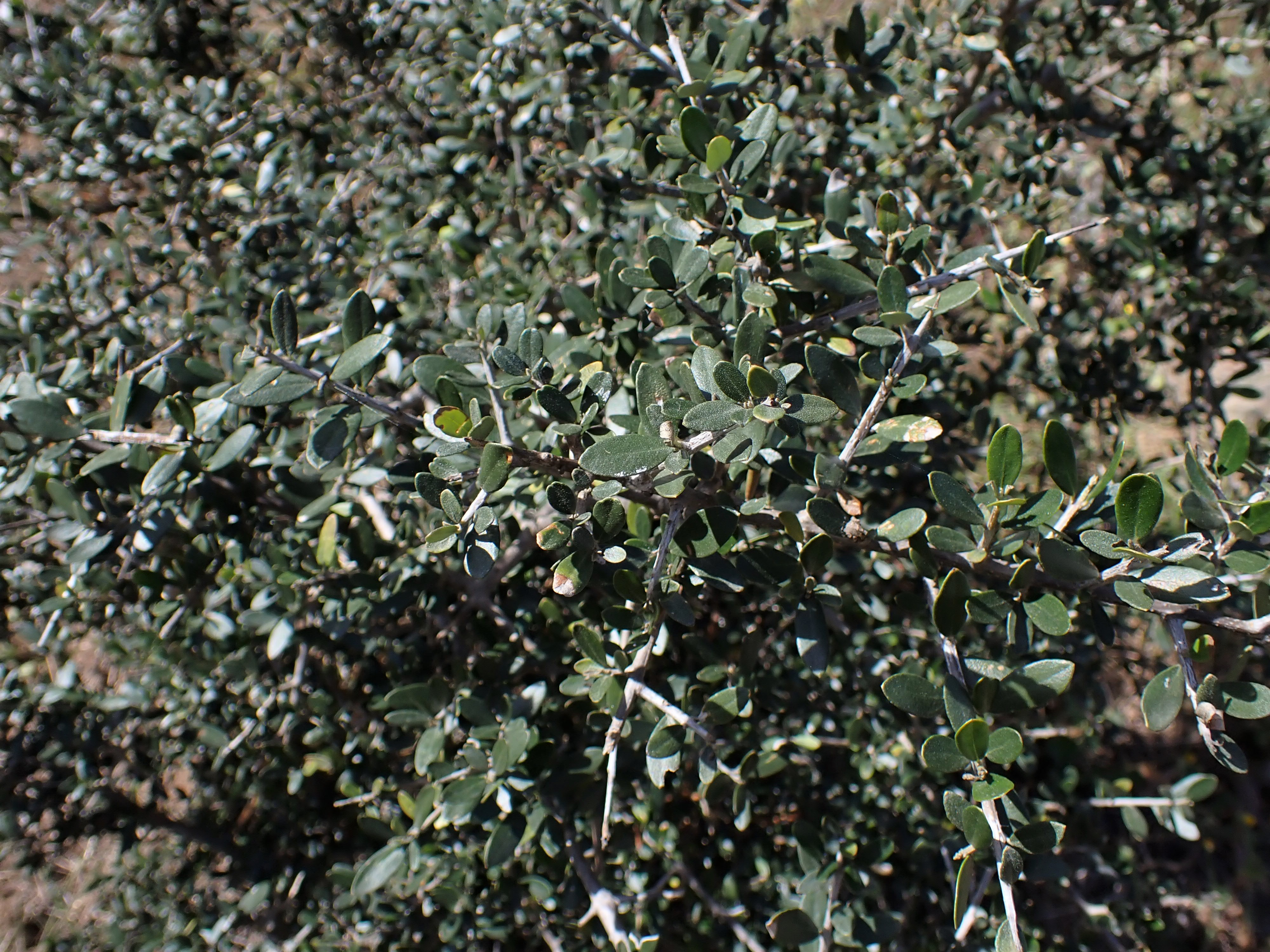
Feuillage d'un oléastre.

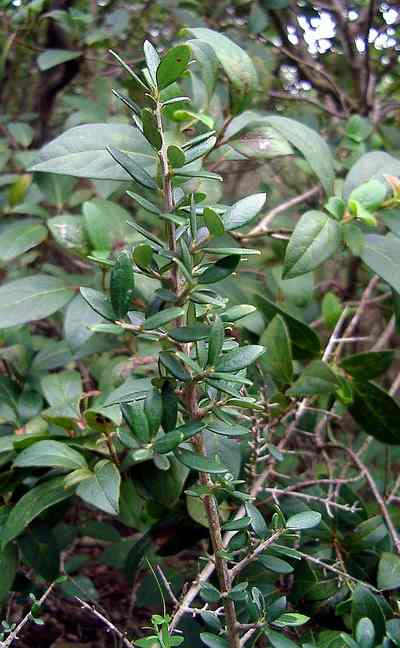
Jeune plant d'oléastre dans le maquis, en Italie

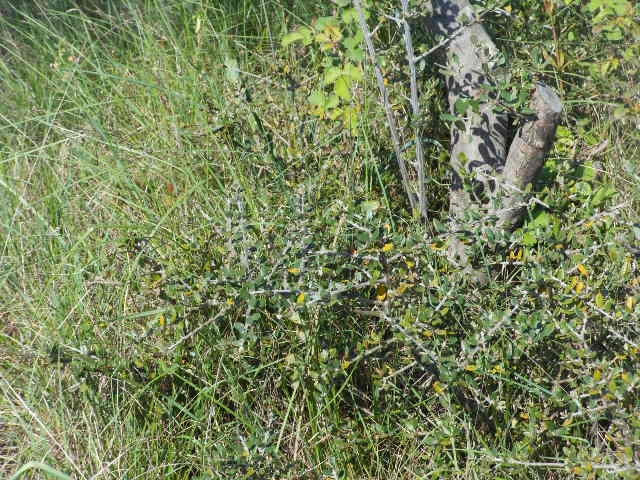
Rejets à allure d'oléastre sur souche d'olivier abandonné après le gel de 1956.

Un olivier cultivé abandonné peut parfois donner l'illusion d'un olivier sauvage et un oléastre taillé change quelque peu d'aspect. Ces problèmes remontent à l'antiquité et les études de biologie moléculaire ont partiellement résolu l'énigme.
Il existe trois cas possibles d'oliviers à l'état sauvage :
- l'olivier sauvage qui n'a aucun parent domestiqué parmi ses ancêtres ; c'est l'oléastre vrai ;
- l'olivier sauvage descendant d'oliviers cultivés ; c'est l'olivier féral ou subspontané ;
- l'olivier cultivé qui a été abandonné ; seul son aspect peut évoquer l'oléastre. Il n'existe que grâce à l'intervention de l'homme, puisque c'est un olivier cultivé ou ayant été cultivé appartenant à une variété agricole.

Les oliviers cultivés et les oliviers sauvages étant interféconds, tous les intermédiaires peuvent se rencontrer. Cela explique qu'on trouve des populations subspontanées qui se sont formées à partir de noyaux d’oliviers cultivés et qui ne peuvent être discernées des populations d'oléastres vrais que par la biologie moléculaire et par l'archéobiologie. Les deux techniques aboutissent au même résultat. L'olivier et ses variétés cultivées descendent bien de l'oléastre et de sa culture depuis l'époque néolithique.

## Taxonomie
Les techniques de la biologie moléculaire ont beaucoup apporté au positionnement exact de l'olivier sauvage et de l'olivier cultivé, depuis le siècle précédent. La présence de l'oléastre avait été validée par un travail de terrain au Maroc, publié en 1966, et par ceux qui ont étudié la flore de l'Afrique du Nord. Récemment, une thèse a été préparée et soutenue sur le sujet qui a fait appel aux techniques de la biologie moléculaire.
La dénomination scientifique exacte correcte est Olea europaea subsp. europaea var. sylvestris (Mill.) Lehr.

### Synonymie
Selon Tela Botanica :
- Olea sylvestris Mill. (basionyme)
- Olea europaea subsp. sylvestris (Mill.) Hegi, 1927
- Olea europaea proles sylvestris (Mill.) Rouy, 1908
- Olea europaea subsp. oleaster (Hoffmanns. & Link) Negodi, 1927
- Olea europaea var. sylvestris (Mill.) Lehr, 1779
- Olea oleaster Hoffmanns. & Link, 1820

## Répartition et écologie

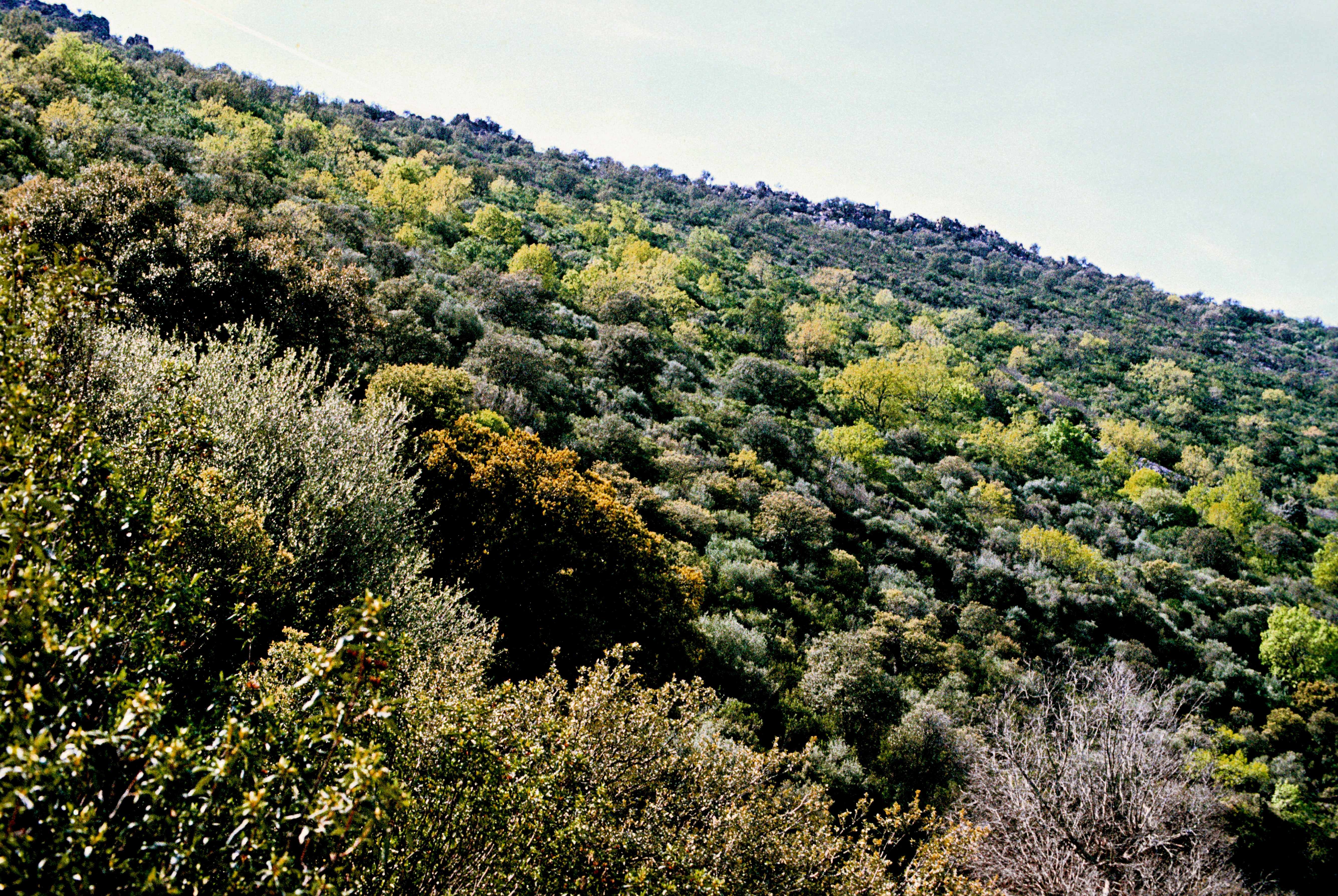
Matorral à Oléastre, Chêne vert et Chêne portugais en Estremadure (Espagne).

L'oléastre est présent sur l'ensemble du pourtour méditerranéen.
En Europe, l'oléastre constitue sous climat thermoméditerranéen des matorrals étendus en compagnie du Pistachier lentisque et du Caroubier, formant des peuplements broussailleux devenant parfois arborescents. Ils sont particulièrement bien développés dans le sud de la péninsule Ibérique, aux Baléares dont Majorque, aux Canaries, en Italie dans les Pouilles, en Sardaigne, en Sicile, dans le sud de la Grèce, les Îles Égéennes et en Crète. En compagnie du Chêne-liège, l'oléastre est aussi caractéristique des forêts thermoméditerranéennes subhumides du sud-ouest de la péninsule ibérique, dans les zones côtières sablonneuses de l'Andalousie et de l'Algarve et les montagnes de Gibraltar. Bien que ces biotopes aient presque disparu, l'oléastre se retrouve aussi avec le Chêne vert en Andalousie et ses régions avoisinantes sur sol calcaire exclusivement ainsi qu'au sein des vestiges de forêts relictuelles à haut intérêt patrimonial de Cyprès de l'Atlas autour de Carthagène dans le sud-est aride de l'Espagne.

## Description

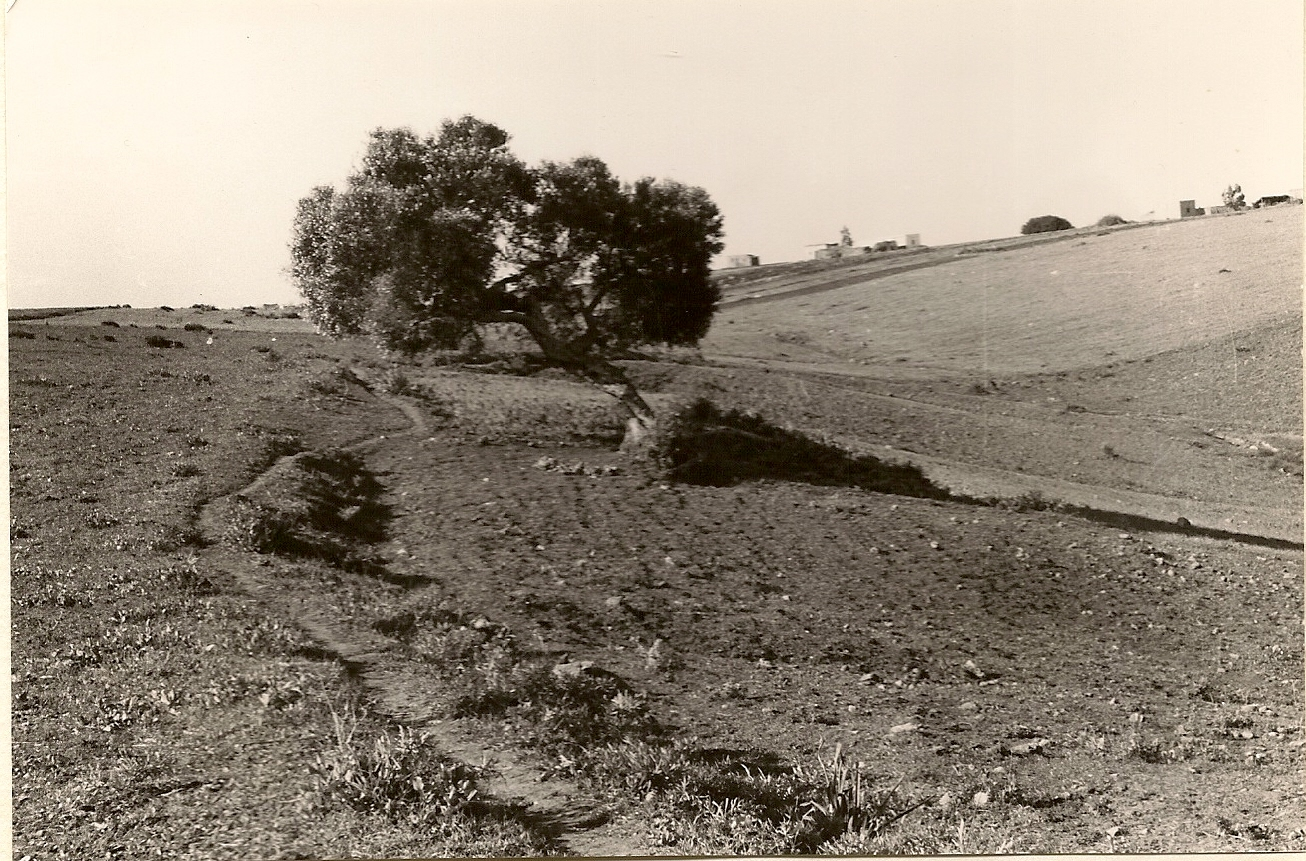
Oléastre (supposé en 1965) sur la rive droite de l'Oued Mellah, au nord de la Koudiate Sidi Abderrahamne (Maroc).

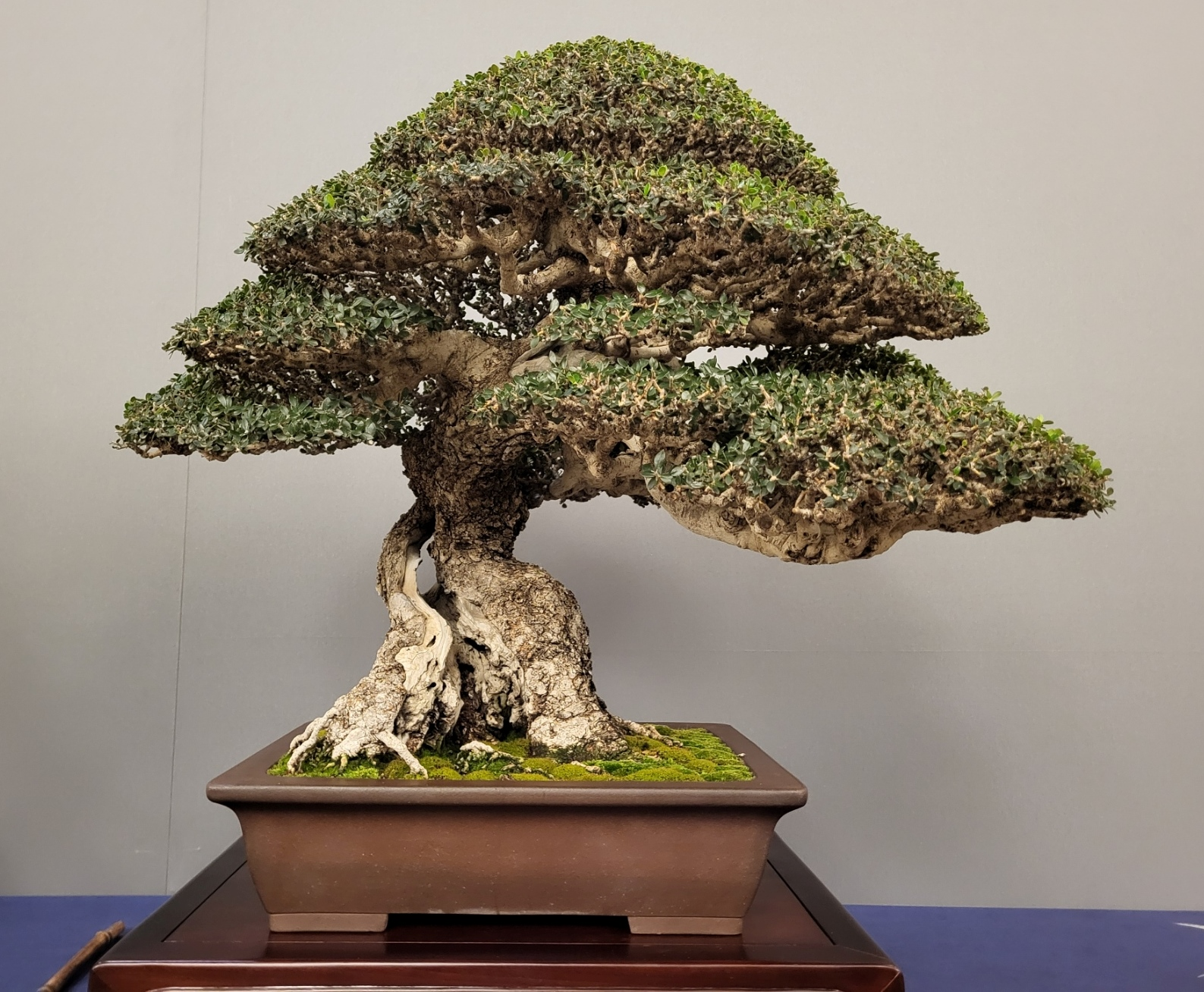
Oléastre travaillé en bonsaï.

L'identification botanique est basée sur l'appareil végétatif et sur l'appareil reproducteur :
- Port : buissonnant, arbuste rameux, épineux, les branches sont quadrangulaires et minces.
- Feuilles : courtes et arrondies, parfois lancéolées, à disposition opposée-décussée sur les rameaux.
- Fleurs : blanches, petites, hermaphrodites.
- Fruits : drupes arrondies, mésocarpe peu épais à fin, noires à maturité.
- Noyau : arrondi.

## Propagation

### Propagation des fruits
Le mode de propagation-perpétuation naturel de l’olivier repose sur l’intérêt des oiseaux pour son fruit, l’olive. En avalant les olives, les oiseaux permettent à la graine de germer éventuellement ailleurs qu’au lieu d’ingestion, après passage dans le tube digestif et restitution par les fientes. La particularité réside dans le fait que l’olivier et l'oléastre jouent sur deux tableaux, en utilisant pour se propager à la fois le concours des espèces non humaines (notamment les oiseaux par la zoochorie)) et celui de l’homme par l'anthropochorie. Passant dans le tube digestif des oiseaux comme l'Étourneau sansonnet, la Pie et les Goélands), le noyau d'oléastre est débarrassé de la pulpe et de l'huile, son endocarpe ligneux et dur est attaqué par les sucs digestifs, permettant à l'amandon de germer et au germe de sortir de son enveloppe, donnant un jeune plant.

### Propagation des gamètes
L’oléastre possède la capacité à diffuser son pollen (gamètes mâles) sur de longues distances par anémogamie, comme l'olivier cultivé, du reste.

## Évolution de l'espèce
La difficulté que l’homme rencontre pour faire germer des noyaux et la diffusion de pollen par les vents font que, jusqu’à aujourd’hui, il n'a que très peu réussi à planifier la sélection de l’espèce Olea europaea à son avantage ; il a dû se contenter de choisir parmi les variétés que le hasard a mis à sa disposition. Pourtant, des variétés nouvelles ont récemment vu le jour comme la Moncita, hybride stabilisé créé par l'INRA de Montpellier.
L’olivier conserve ainsi une part d’indépendance à l’égard de l’espèce humaine, mais profite toutefois de ses sensibilités pour coloniser les espaces cultivés, et, à l’occasion, les espaces incultes attenants, par l'intermédiaire des oiseaux ou d’autres animaux. Il constitue de la sorte des populations subspontanées, qui, à leur tour, peuvent fournir aux humains des variétés nouvelles.

## Histoire de sa domestication
L'oléastre est considéré jusqu'en 1955 comme un taxon sans intérêt pour les chercheurs. Les travaux de l'équipe du Centre de Bio-archéologie et d'Écologie de l'Institut de botanique de Montpellier (CNRS et Université Montpellier 2) montrent que lors des dernières glaciations, les oléastres ont reculé vers le sud, à l'est et à l'ouest du bassin méditerranéen.

### Émergence au Néolithique
Selon les travaux des « archéobotanistes et des paléoécologues [qui] ont reconstitué les fluctuations géographiques des végétations passées, avant et après les glaciations, [...] l'oléastre était présent à l'est et à l'ouest du Bassin méditerranéen bien avant les glaciations ».
L'oléastre s'est propagé le long des zones côtières tout autour de la Méditerranée dès 8 000 ans AEC. Ce sont les oiseaux qui ont certainement joué un rôle dans la dispersion des fruits d'oléastre, notamment les goélands qui peuvent transporter les noyaux d'îles en îles.

### Culture
L'étude des noyaux de ses fruits et de restes de bois carbonisés met en évidence une protoculture et une exploitation de l'olivier avant l'antiquité, et plus précisément avant l'âge du bronze (3500 av. J.-C.). L'oléastre est un taxon domestiqué, son origine et sa culture émergent cinq millénaires avant notre ère, avec des nouvelles variétés, des savoirs et des techniques provenant de nombreuses contrées de la Méditerranée notamment par chez les Phéniciens, les Étrusques, les Grecs et les Romains qui favorisent le rayonnement de l'olivier à travers les âges et le Bassin méditerranéen.
Ainsi se sont développées, peu à peu, des variétés agricoles. C'est l'avis du Centre de Bio-Archéologie et d'Écologie de Montpellier (CBAEM, J.-F. Terral et al., 2012) pour qui une exploitation de l'olivier a eu lieu pour son bois utilisé comme combustible puis pour son huile. L'abondance des pollens d'olivier dans les sédiments de différents sites archéologiques en Espagne, en Italie et en France montre l'avènement d'une oléiculture intensive. Les études des bois carbonisés et des noyaux montrent l'apparition de variétés à l'âge du bronze, période clé dans l'histoire de l'olivier. Le CBAEM va approfondir l'histoire de l'oléastre au Maghreb.

## Usages modernes
L'oléastre sert de porte-greffe à de nombreux cultivars d'oliviers cultivés. Cette pratique facilite l'implantation de variétés fragiles qui ne s'adapteraient pas au sol ou sensibles à certaines maladies d'origine mycologique. La pratique de la greffe sur des rejets de vieilles souches d'oléastres offre aussi l'avantage d'utiliser un fort enracinement existant et adapté au terroir.